# Podbřežice

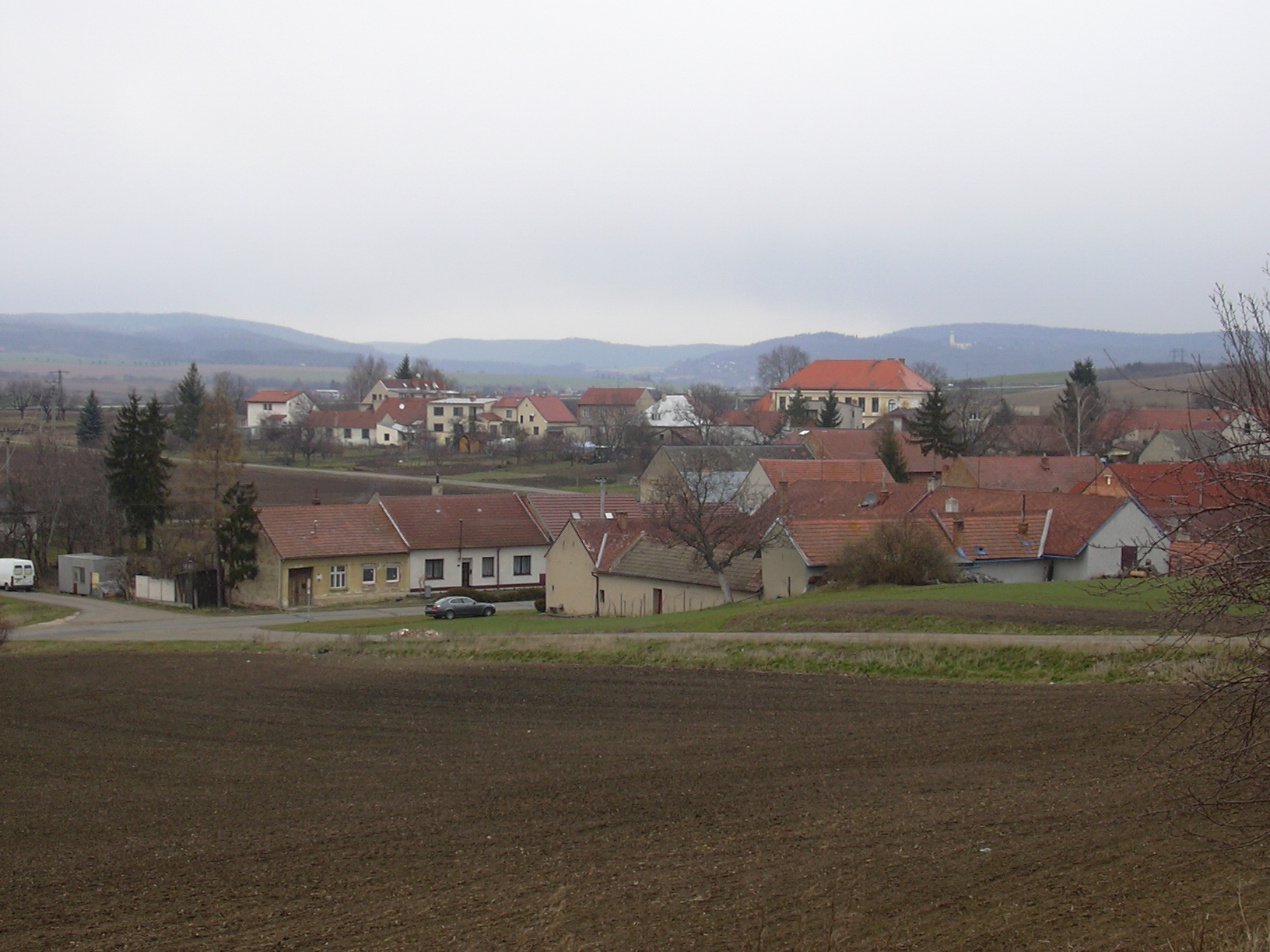
Ortsansicht

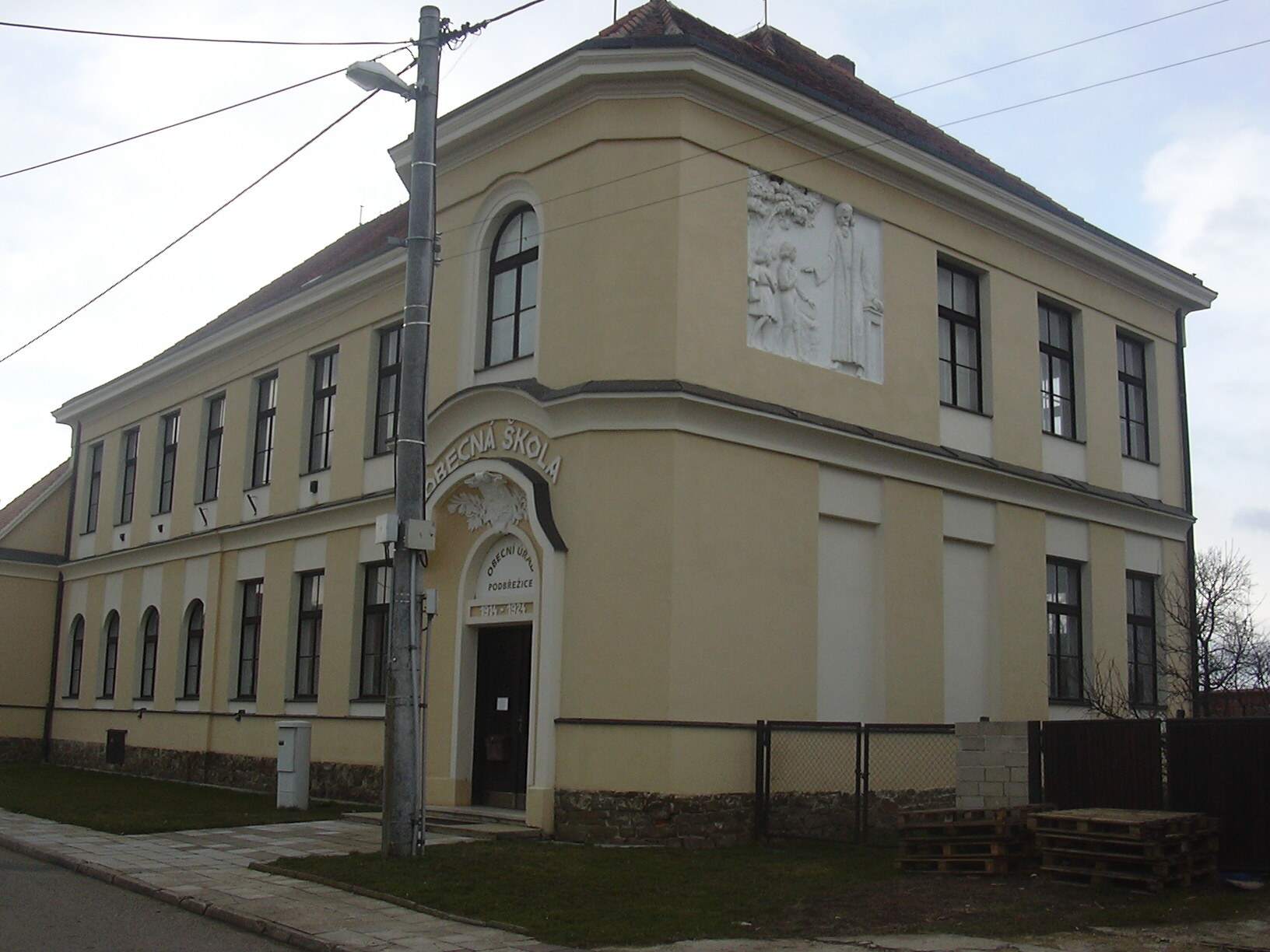
Gemeindeamt und Schule

Podbřežice (deutsch Podbresitz, früher Podbrzezitz) ist eine Gemeinde in Tschechien. Sie liegt vier Kilometer nordöstlich von Rousínov und gehört zum Okres Vyškov.

## Geographie
Das Straßendorf Podbřežice befindet sich in der Vyškovská brázda (Wischauer Tor) in der Talmulde des Baches Podbřežický potok. Im Südosten beginnen die Ausläufer der Litenčické vrchy. Nordöstlich erhebt sich der Špice (302 m), im Osten der Chřiby (268 m), südöstlich der Lysovický kopec (323 m) und im Süden die Malé Strany (312 m). Westlich des Ortes führt die Autobahn D 1 vorbei.
Nachbarorte sind Tučapy und Luleč im Norden, Zvonovice im Nordosten, Lysovice im Osten, Bohaté Málkovice und Dražovice im Südosten, Němčany im Süden, Kroužek und Čechyně im Südwesten sowie Komořany im Westen.

## Geschichte

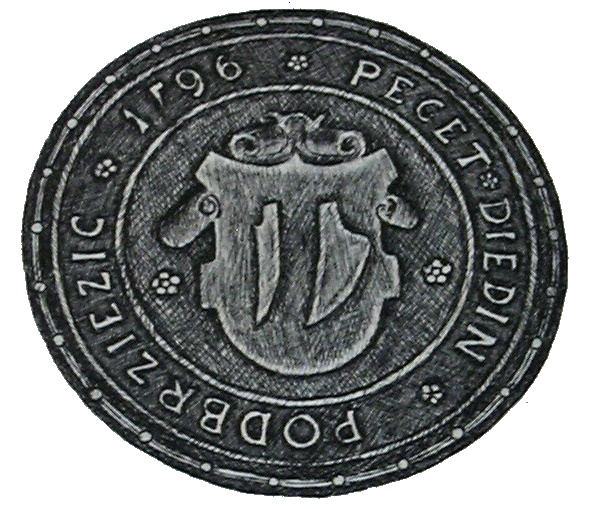
Ortssiegel von 1596

Archäologische Funde belegen eine frühzeitliche Besiedlung des Gemeindegebiets. Dazu gehören Hockergräber, Vorratsgruben für Getreide und Keramik- und Urnenscherben.
Die erste schriftliche Erwähnung des Dorfes Pobeřice erfolgte im Jahre 1348, als das Patronat über die Kirche St. Peter und Paul an das Olmützer Kapitel überging. Pobeřice bestand aus einem bischöflichen und einem landesherrlichen Lehn. Besitzer des bischöflichen Lehns war ab 1365 Magnus von Meilitz, ihm folgten Jan Bílý und Dětoch von Lilcz.
Im Jahre 1387 erwarb Mikeš von Oynitz den landesherrlichen Teil von Magnus von Meilitz. Nach dem Tode von Znata von Oynitz fiel dessen Gut 1406 an den Markgrafen Jobst von Mähren heim. Nach zahlreichen weiteren Besitzerwechseln verkaufte Václav von Počenice in der Mitte des 16. Jahrhunderts das gesamte Lehen dem Olmützer Kapitel. Im Jahre 1568 gehörte Podbřežice dem Bistum Olmütz, das es vier Jahre später wieder dem Kapitel zurückgab, in dessen Besitz es bis ins 18. Jahrhundert verblieb. 1773 wurde das gotische Kirchlein auf dem Friedhof über dem Dorf wegen Senkungen abgebrochen und an seiner Stelle im Jahre 1800 eine neue Kirche geweiht. Im Jahre 1791 hatte Podbřežice 274 Einwohner. 1834 waren es 265. Im selben Jahre zerstörte ein Großbrand große Teile des Dorfes.
Nach der Aufhebung der Patrimonialherrschaften bildete Podbřežice ab 1850 eine Gemeinde in der Bezirkshauptmannschaft Wischau.
Beim Ausbruch der Cholera starben 1866 41 Einwohner von Podbřežice. 1877 wurde in Podbřežice eine Dorfschule eingerichtet, zuvor erfolgte der Unterricht in Dražovice. Wegen Bodensenkungen musste 1905 die Kirche auf dem Friedhof wiederum abgerissen werden. Im Jahre 1910 war die Einwohnerzahl auf 398 angewachsen. Zwischen 1914 und 1924 wurde in der Gemeinde ein neues Schulgebäude errichtet, der Bau ruhte während des Ersten Weltkrieges. Die Bevölkerung von Podbřežice war tschechischsprachig. Das Dorf war bis 1945 von der deutschsprachigen Wischauer Sprachinsel umgeben. 1947 lebten in Podbřežice 339 Menschen. Im Jahre 1964 wurde Podbřežice mit Komořany zu einer Gemeinde Komořany-Podbřežice zusammengeschlossen. Diese löste sich 1990 wieder auf. Seit 2003 führt die Gemeinde Podbřežice Wappen und Banner. Gepfarrt ist das Dorf nach Rousínovec.

## Gemeindegliederung
Für die Gemeinde Podbřežice sind keine Ortsteile ausgewiesen.

## Sehenswürdigkeiten

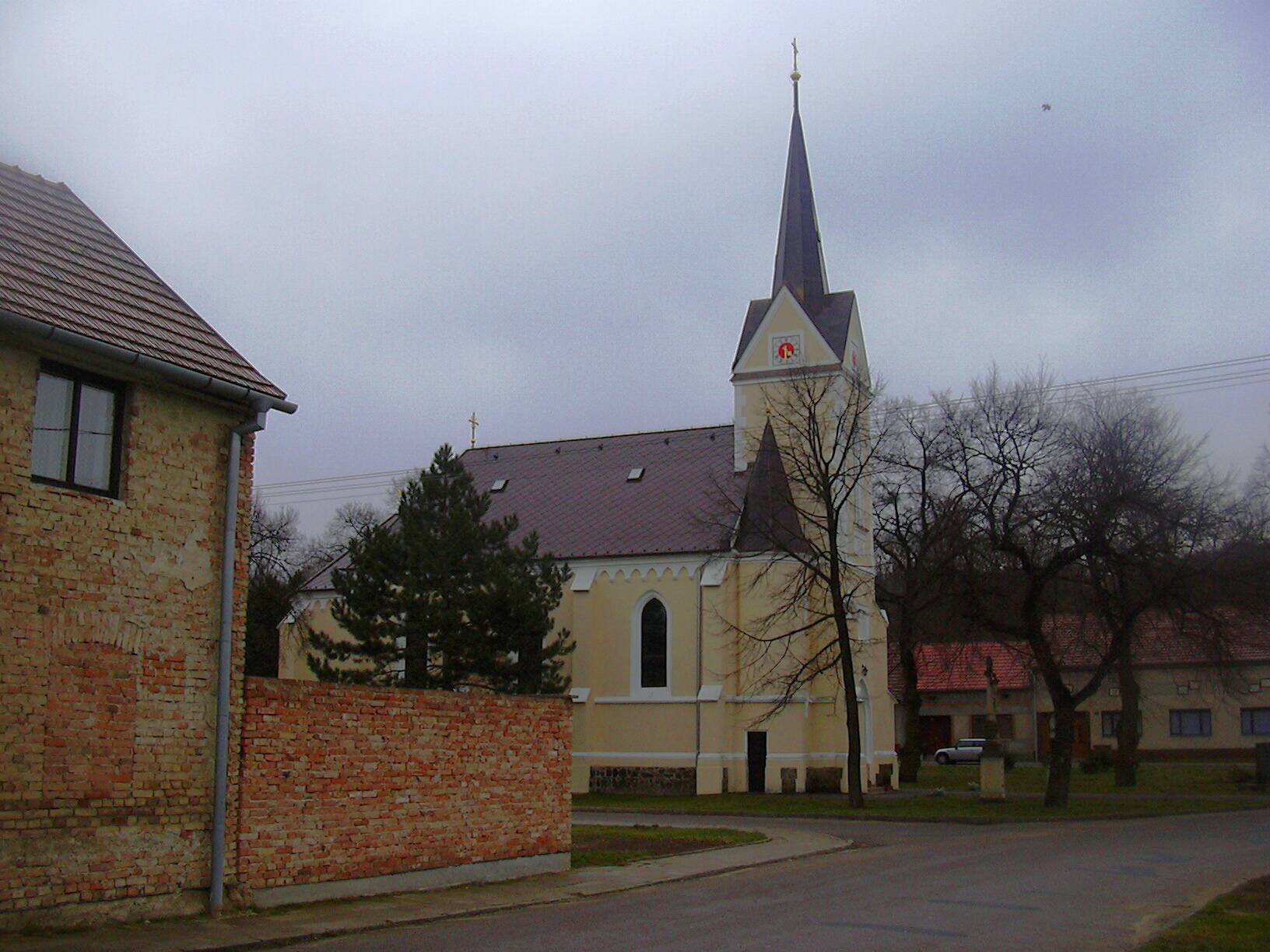
Kirche St. Peter und Paul

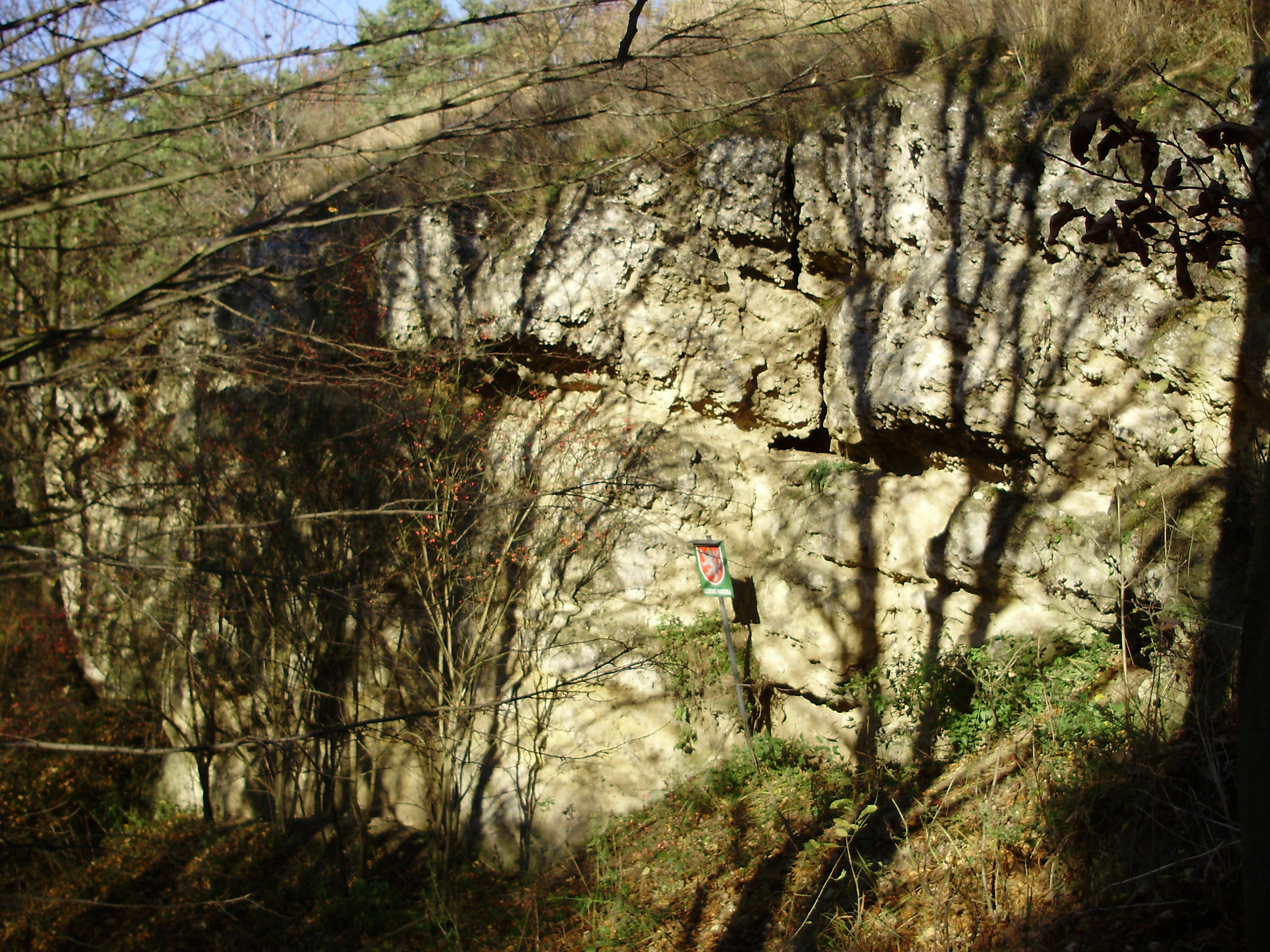
Mechovkový útes

- Filialkirche St. Peter und Paul, der neogotische Bau am Dorfanger wurde 1907 vom Brünner Baumeister Leopold Jungmann errichtet. Der Grabstein des Malers Ondřej Vítek aus dem Jahre 1599 befand sich ursprünglich in der Krypta der alten Kirche. Die 1603 gegossene vierzentrige Glocke stammt ebenfalls aus der alten Kirche.
- Friedhof, an der Lehne südlich über dem Dorf, die hier seit dem 13. Jahrhundert gestandene alte Kirche wurde 1773 und ihr Nachfolgebau bereits 1905 wieder wegen statischer Schäden abgebrochen
- gusseisernes Wegekreuz westlich des Dorfes nahe der Autobahn, das 1834 in den Blansker Eisenwerken gefertigte Stück wurde an der ehemaligen Wegegabelung nach Komořany aufgestellt
- Denkmal für die Opfer des Ersten Weltkrieges, 1920 vor der Kirche errichtet.
- Stadel des Gehöfts Nr. 42, Kulturdenkmal
- Denkmal für Václav Haizler-Havlíček, errichtet 1946
- Naturschutzgebiet Stepní stráň u Komořan am Westhang der Malé Strany
- Naturdenkmal Mechovkový útes bzw. Štogrunty an den Malé Strany